# Août 1946

## Évènements
- Introduction d’une nouvelle monnaie en Hongrie, le förint, qui contribue à la stabilisation.
- 1er août : 
  - échec des négociations franco-vietnamiennes de Fontainebleau.
  - Création de la British European Airways Corporation.
- 3 août, France : présentation de la Renault 4 CV et de la Citroën 2 CV au salon de l'auto.
- 5 août : l’Agence juive rejette le plan Morrison.
- 7 août : le conservateur Mariano Ospina Pérez remporte les élections présidentielles en Colombie en raison des dissensions entre libéraux. Son gouvernement tente de purger de l’administration tous les libéraux, mais ceux-ci, majoritaires au Congrès, résistent par tous les moyens.
- 8 août : 
  - Moscou demande à Ankara la révision de la convention de Montreux sur les Détroits. Le gouvernement turc, appuyé par les Alliés occidentaux, accepte le principe d’une révision, mais refuse la présence de navires soviétiques dans les détroits.
  - Premier vol du bombardier B-36, le plus grand bombardier jamais mis en œuvre aux États-Unis.
- 16 août : démocratie en Haïti. Dumarsais Estimé[1] est élu président de la république (fin en 1950).
- 17 août :
  - France : après la fermeture définitive du bagne de Cayenne, arrivée à Marseille des 145 derniers détenus en provenance de Guyane.
  - Tomás Monje Gutiérrez est élu président de Bolivie.
  - Le sergeant L. Lambert est le premier pilote à s'éjecter d'un avion à réaction, un Northrop P-61 Black Widow volant à 483 km/h et 2 375 m d'altitude.
- 22 août, France : loi sur les allocations familiales.
- 24 août : promulgation d’une nouvelle constitution démocratique adoptée par la Chambre des représentants élaborée par des juristes américains à partir du modèle britannique.
- 27 août : le Protectorat français du Laos est réorganisé et devient un État centralisé, le Royaume du Laos
- 29 août : Kim Il Sung fonde avec Kim Tu-bong le parti populaire du Travail de Corée (PPTC).
- 30 août ordonnance no 57, Mayence est fixé siège de Land Rhénanie-Palatinat par le général Marie Pierre Kœnig.
- 31 août : début d'une grève générale en Birmanie pour l'indépendance. En août, Aung San interdit les activités communistes au sein de son mouvement la AFPFL (Ligue anti-fasciste du peuple pour la liberté).

## Naissances
- 1er août :
  - Richard O. Covey, astronaute américain.
  - Juliette Mills, comédienne française.
- 2 août : Catherine Alcover, actrice et metteur en scène française.
- 3 août : Nikolaï Bourliaïev, acteur russe.
- 4 août : Faustino Pérez-Manglano, vénérable catholique espagnol.
- 6 août : Élisabeth Guigou, femme politique française, ancien ministre.
- 9 août : 
  - Alain Dorval, acteur français, spécialisé dans le doublage, voix de Sylvester Stallone († 13 février 2024).
  - Phương Dung, chanteuse vietnamienne de musique traditionnelle.
  - Issa Hayatou, dirigeant sportif camerounais († 8 août 2024).
- 10 août : Renaud Camus, écrivain et militant politique français d'extrême-droite.
- 11 août : 
  - Marilyn vos Savant, personne possédant le QI le plus élevé attesté au monde.
  - Patrick Bouchitey, acteur, réalisateur et scénariste français.
  - Domokos Bölöni, écrivain roumain de langue hongroise.
- 13 août : Janet Yellen, économiste et professeur émérite américaine.
- 15 août : Jean Kacou Diagou, personnalité ivoirienne des Affaires.
- 16 août : Sheila (Annie Chancel), chanteuse française.
- 17 août : 
  - Didier Sandre, acteur et metteur en scène français.
  - Marc Chapiteau, acteur français.
- 19 août :
  - Charles F. Bolden, astronaute américain.
  - Bill Clinton, 42e Président des États-Unis de 1993 à 2001.
  - Beat Raaflaub, chef d'orchestre suisse.
- 20 août : Laurent Fabius, homme politique français et Président du Conseil constitutionnel depuis 2016.
- 23 août : 
  - Keith Moon, batteur britannique.
  - Yu Qiuyu, écrivain chinois.
- 24 août : Richard N. Richards, astronaute américain.
- 27 août : Marc Stenger, évêque catholique français, évêque de Troyes.
- 30 août : Jacques Tardi, auteur et dessinateur de bande dessinée français.

## Décès
- 8 août : Vulcana
- 9 août : Léon Gaumont, inventeur et industriel français (° 10 mai 1864).
- 19 août : 
  - René Alexandre, acteur français (°1885)
  - Véra Sergine, actrice française (°1884)
- 31 août : H. G. Wells, écrivain britannique.